# Nummoloculina
Nummoloculina es un género de foraminífero bentónico de la subfamilia Sigmoilinitinae, de la familia Hauerinidae, de la superfamilia Milioloidea, del suborden Miliolina y del orden Miliolida. Su especie tipo es Biloculina contraria. Su rango cronoestratigráfico abarca desde el Tortoniense (Mioceno medio) hasta la Actualidad.

## Clasificación
Nummoloculina incluye a las siguientes especies:
- Nummoloculina dolianitii
- Nummoloculina heimi
- Nummoloculina regularis

Otras especies consideradas en Nummoloculina son:
- Nummoloculina contraria, considerado sinónimo posterior de Sigmoilina costata
- Nummoloculina irregularis, considerado sinónimo posterior de Pyrgoella irregularis
- Nummoloculina jamesbayensis, de posición genérica incierta